# Algoritmi di elevamento a potenza
In informatica, per algoritmi di elevamento a potenza si intende la serie di passaggi elementari che una generica CPU deve compiere per eseguire l'operazione di elevamento a potenza.

## Pseudo-codice e complessità

### Algoritmo banale
L'algoritmo di elevamento a potenza più semplice si basa sulla definizione matematica dell'operazione di potenza:
{\displaystyle {\begin{matrix}a^{n}:=&\underbrace {a\cdot a\cdot a\cdots a} \\&n{\mbox{ volte}}\end{matrix}}}
Di seguito la versione iterativa dell'algoritmo:
```
 
function
 POWER(base, exponent)
     result = 1;
     
for
 i = 1 
to
 exponent
       result = result * base;
```

Tale algoritmo ha complessità {\displaystyle O(n)}, poiché vengono effettuate {\displaystyle n} moltiplicazioni.

### Algoritmo ottimo
Vediamo ora un algoritmo più efficiente:
```
 
function
 POWER(base, exponent)
     
if
 exponent == 0 
       
return
 1;
     
if
 exponent == 1
       
return
 base;
     
if
 (exponent % 2) == 0
       
return
 POWER(base * base, exponent/2);
     
else

       
return
 base * POWER(base * base, exponent/2);
 
return
 0;
```

L'equazione di ricorrenza è la seguente:
{\displaystyle T(n)={\begin{cases}{\Theta }(1),&{\mbox{se }}n{\mbox{ ≤ 1}}\\T(n/2)+{\Theta }(1),&{\mbox{se }}n>1\end{cases}}}.
Poiché essa è del tipo {\displaystyle T(n)=aT\left({\frac {n}{b}}\right)+f(n)}, può essere risolta utilizzando il metodo dell'esperto.
Il costo in tempo di questo algoritmo è {\displaystyle O(\log n)}, quindi asintoticamente migliore rispetto al precedente.